# François Tourte

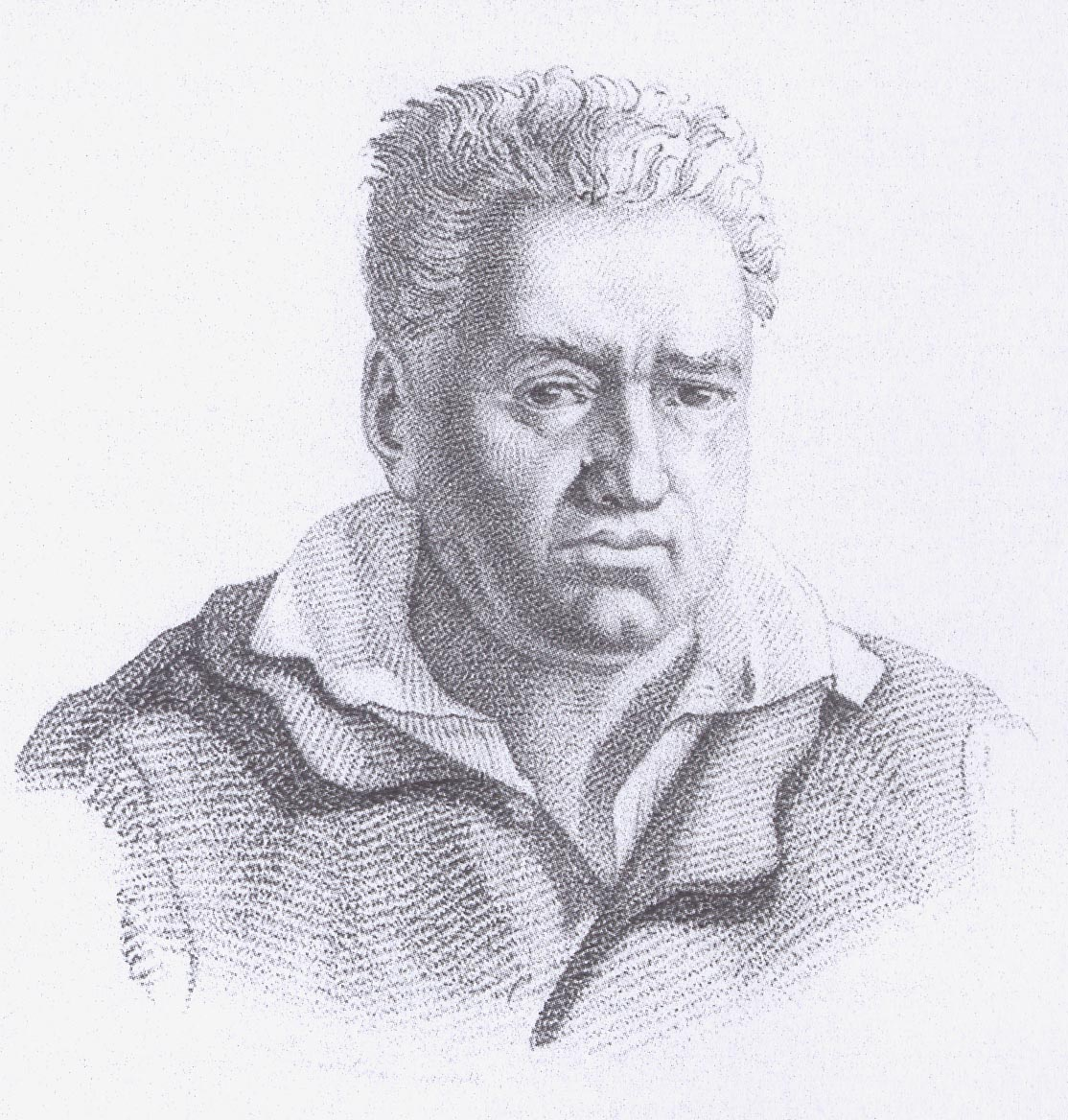
François Tourte 1818
Stich von J. Frey

François Xavier Tourte (* 1747 oder 1748 in Paris; † 25. April 1835 ebenda), genannt le jeune (der Jüngere) war ein französischer Bogenbauer. Er wird oft als der „Stradivari des Bogens“ bezeichnet, da er die Bauweise des modernen Streichinstrumenten-Bogens vergleichbar stark prägte wie der italienische Meister den Bau der eigentlichen Instrumente. Seine Innovationen haben im Wesentlichen bis heute Bestand. Die physikalischen Gesetzmäßigkeiten, denen die Abmessungen von Tourte-Bögen folgen, konnten erst Mitte des 19. Jahrhunderts von Jean-Baptiste Vuillaume nachgewiesen werden und geben der Forschung insoweit Rätsel auf, als sie mathematische Kenntnisse und eine Präzision der Messgenauigkeit voraussetzen, über die selbst ein hochspezialisierter Handwerker des späten 18. Jahrhunderts kaum verfügt haben kann.

“Bowmaking was without question raised by Tourte to the status of a fine art. His genius lay in crafting tools that not only made an invaluable contribution to string musicians and their music but were in themselves works of art, veritable sculptures in pernambuco.”

François-Joseph Fétis zufolge soll der jüngere der Tourte-Brüder eine achtjährige Ausbildung als Uhrmacher absolviert haben, bevor er sich wieder dem väterlichen Handwerk verschrieb. Sein Vater Nicolas, der selbst bereits durch qualitätvolle, innovative Arbeiten als Bogenbauer eine gewisse Bekanntheit erlangt hatte, übergab die Werkstatt zunächst an den älteren Bruder Léonard. Da François die eigenen Stücke in der Regel nicht mit einem gesonderten Brandstempel „signierte“, ist nicht eindeutig zu klären, wie viele und welche Bögen mit dem Zeichen Léonards tatsächlich von seinem Bruder gefertigt wurden; wahrscheinlich ist, dass beide intensiv zusammenarbeiteten und eine eindeutige Zuordnung daher überhaupt auszuschließen ist.
In den ersten Jahren des 19. Jahrhunderts war François’ Ruf als bester Bogenbauer seiner Zeit derart gefestigt, dass der Abbé Sibire (1757–1827) in seinem Buch La chélonomie, ou Le parfait luthier (Brüssel, 1806) ihm überhaupt die Vollendung des Bogenbauhandwerks zuschrieb. Tourte unterhielt nun eine eigene Werkstatt im Haus Nummer 10, quai de l’École, in der Nähe des Louvre. Seine Karriere dokumentiert somit unter anderem auch die gesteigerte soziale Mobilität des nachrevolutionären Frankreich: Unter den Bedingungen des Ancien Régime hatte er keiner Zunft beitreten können und durfte daher offiziell nur im Viertel Quinze-Vingts (im Pariser Osten, heute Teil des 12. Arrondissements) seiner Tätigkeit nachgehen. Erst die gesellschaftlichen Auswirkungen der Französischen Revolution gestatteten ihm, sich seinem Ansehen und seinem Wohlstand – er verlangte mindestens 14 Louis d’or für einen Bogen – entsprechend in einer renommierten Lage des Pariser Stadtzentrums niederzulassen.
Die Forschung unterscheidet zwei beziehungsweise drei Phasen in Tourtes Schaffen, wobei beide Betrachtungsweisen sein Frühwerk, über das kaum gesicherte Aussagen getroffen werden können, unberücksichtigt lassen:
- Die Übergangsphase, die noch Einflüsse des barocken Bogenbaus erkennen lässt, aber bereits ausschließlich auf hochwertigstes Fernambukholz für die Fertigung der Bogenstange zurückgreift.
- Die frühmodernen Bögen perfektionieren Bauweise und Balance von Frosch und Bogenspitze und verwenden bereits die achtkantige, konkave Bogenstange.
- Die letzten 25 bis 30 Jahre seines Lebens gelten als Tourtes eigentliche „Reifezeit“. Die Eigenschaften des Fernambukholzes erlaubten ihm, seine Bögen in den immer gleichen Abmessungen zu fertigen, nachdem er diese einmal gefunden hatte. Diese Werte (zum Beispiel beim Violinbogen 74–75 cm Länge der Bogenstange, 62 cm spielbares Bogenhaar, Schwerpunkt 19 cm über dem Frosch und eine Anzahl von etwa 200 Haaren in einem knapp 1 cm breiten Bezug) sind bis auf den heutigen Tag praktisch unverändert geblieben.

Eine besondere Errungenschaft Tourtes ist die stetige Verjüngung des Bogenradius in logarithmischem Verhältnis. Vuillaume geht davon aus, dass Tourte zehn Punkte auf der Bogenstange festlegte, zwischen denen sich der Radius jeweils um 0,3 mm verringert. Um 1800 wäre die Optimierung dieser Maße selbst für einen Mathematiker eine komplexe Aufgabe gewesen, die exakte Messung der Werte ging mit Sicherheit über die praktischen Möglichkeiten einer damaligen Werkstatt hinaus. Es ist daher davon auszugehen, dass Tourte die Maße teils experimentell, teils intuitiv fand, wobei ihm ein überdurchschnittlicher – eventuell in der Uhrmacherausbildung noch zusätzlich geschärfter – feinmechanischer Spürsinn und ein außergewöhnliches Augenmaß zugeschrieben werden. Da das Uhrmacherhandwerk auch in besonderer Weise praktische Anwendungen mathematischer und physikalischer Erkenntnisse vermittelt, kann die Ausnahmestellung Tourtes zumindest teilweise durch seine unkonventionelle Vorbildung erklärt werden.
Neben den zukunftsweisenden Neuerungen, die die Spieleigenschaften dramatisch verbesserten, zeichnen sich Tourte-Bögen speziell des reifen Stils durch einen künstlerisch anspruchsvollen Umgang mit wertvollen Materialien (Edelmetalle, Perlmutt, Elfenbein usw.) aus, der seine Arbeiten in Bezug auf Funktionalität und optische Wirkung zu Lebzeiten fast konkurrenzlos erscheinen ließ. Gerade auf diese Sonderstellung Tourtes ist es wahrscheinlich zurückzuführen, dass er es nicht für notwendig erachtete, seine Arbeiten – er soll etwa 5000 Bögen angefertigt haben – in irgendeiner Weise zu kennzeichnen. Nur auf zwei relativ späten Stücken klebte er an fast unzugänglicher Stelle im Frosch-Schlitz einen winzigen Zettel ein, die Aufschrift lautet: Cet archet a été fait par François Tourte en 1824, age de soixante-dis-sept ans. (Dieser Bogen ist von François Tourte im Jahre 1824, im Alter von siebenundsiebzig Jahren, gemacht worden.)